# Sybra immaculata
Sybra immaculata là một loài bọ cánh cứng trong họ Cerambycidae.